# Михайлов, Дмитрий Геннадьевич
Дмитрий Геннадьевич Михайлов (род. 9 февраля 1976) — российский хоккеист, нападающий.
Воспитанник ленинградского хоккея. Большую часть карьеры провёл в низших лигах первенства России, выступая за петербургские клубы СКА-2 (1992/93 — 1999/2000) и «Спартак» (1999/2000 — 2002/2003) и за ХК «Воронеж» (1998/1999). В сезонах 1998/1999 — 1999/2000 играл в чемпионате России за СКА (в первом сезоне играл также его тёзка-однофамилец Дмитрий Михайлович Михайлов).